# Rümpel (Stormarn)
Rümpel est une commune allemande du Schleswig-Holstein, située dans l'arrondissement de Stormarn (Kreis Stormarn), à trois kilomètres au sud-ouest de la ville de Bad Oldesloe. Rümpel fait partie de l'Amt Bad Oldesloe-Land (« Bad Oldesloe-campagne ») qui regroupe neuf communes autour de Bad Oldesloe.